# Thrixspermum complanatum
Thrixspermum complanatum là một loài thực vật có hoa trong họ Lan. Loài này được (J.König) Schltr. miêu tả khoa học đầu tiên năm 1911.